# Santuario della Madonna della Catena (Laurignano)
La chiesa Santuario della Madonna della Catena è un edificio religioso di Laurignano, frazione di Dipignano, in provincia di Cosenza. Sorge alle porte di Cosenza, a 445 metri di altitudine, in posizione dominante il fondovalle.
È una basilica minore che fa parte dell’Arcidiocesi di Cosenza-Bisignano ed è stata elevata al titolo di Santuario Diocesano da Papa Paolo VI nel 1966.